# Marcos Angeleri
Marcos Alberto Angeleri (La Plata, 7 april 1983) is een Argentijns voormalig voetballer die doorgaans speelde als centrale verdediger. Tussen 2002 en 2020 speelde hij voor Estudiantes, Sunderland, opnieuw Estudiantes, Málaga, San Lorenzo, Nacional en Argentinos Juniors. Angeleri debuteerde in 2009 in het Argentijns voetbalelftal en kwam uiteindelijk tot vier interlands.

## Clubcarrière
Angeleri speelde vanaf 2002 voor het plaatselijke Estudiantes, waar hij erg veel speelde. In 2009 riep Diego Maradona hem op om zijn debuut te maken voor het Argentijns voetbalelftal. De Argentijn begon zijn carrière als rechtsback, maar zijn toenmalige coach Diego Simeone plaatste hem in het centrum. Na veel seizoenen in zijn vaderland trok Angeleri naar Europa; in de zomer van 2010 nam het Engelse Sunderland de verdediger over. Hij tekende voor drie jaar bij de Engelse club, maar een groot succes werd het niet. Geplaagd door blessureleed kwam de Argentijn niet verder dan drie duels in twee seizoenen. Op 20 juli 2012 besloot Angeleri terug te keren naar zijn oude werkgever en weer te gaan spelen voor Estudiantes. Na een seizoen, waarin hij 23 wedstrijden speelde, werd hij opnieuw gekocht door een Europese club. Dit keer was het Málaga dat de verdediger overnam. In 2016 keerde hij terug naar Argentinië om te gaan spelen voor San Lorenzo. Twee jaar daarna liet hij deze club achter zich. Angeleri tekende hierop voor anderhalf jaar bij Nacional. Na een jaar verkaste hij transfervrij naar Argentinos Juniors. Medio 2020 zette Angeleri op 37-jarige leeftijd een punt achter zijn actieve loopbaan.

## Interlandcarrière
Angeleri maakte zijn debuut in het Argentijns voetbalelftal op 11 februari 2009, toen met 0–2 gewonnen werd van Frankrijk door doelpunten van Jonás Gutiérrez en Lionel Messi. Angeleri mocht tijdens deze wedstrijd van bondscoach Diego Maradona negen minuten voor tijd invallen voor Maxi Rodríguez.
| Interlands van Marcos Angeleri voor Argentinië | Interlands van Marcos Angeleri voor Argentinië | Interlands van Marcos Angeleri voor Argentinië | Interlands van Marcos Angeleri voor Argentinië | Interlands van Marcos Angeleri voor Argentinië | Interlands van Marcos Angeleri voor Argentinië |
| №                                              | Datum                                          | Wedstrijd                                      | Uitslag                                        | Competitie                                     | Goals                                          |
| Als speler bij Estudiantes                     | Als speler bij Estudiantes                     | Als speler bij Estudiantes                     | Als speler bij Estudiantes                     | Als speler bij Estudiantes                     | Als speler bij Estudiantes                     |
| ---------------------------------------------- | ---------------------------------------------- | ---------------------------------------------- | ---------------------------------------------- | ---------------------------------------------- | ---------------------------------------------- |
| 1                                              | 11 februari 2009                               | Frankrijk – Argentinië                         | 0 – 2                                          | Vriendschappelijk                              |                                                |
| 2                                              | 28 maart 2009                                  | Argentinië – Venezuela                         | 4 – 0                                          | WK 2010 kwalificatie                           |                                                |
| 3                                              | 1 april 2009                                   | Bolivia – Argentinië                           | 6 – 1                                          | WK 2010 kwalificatie                           |                                                |
| Als speler bij Sunderland                      |                                                |                                                |                                                |                                                |                                                |
| 4                                              | 30 maart 2011                                  | Costa Rica – Argentinië                        | 0 – 0                                          | Vriendschappelijk                              |                                                |

## Erelijst
| Competitie          |             |               |             |             |
| Competitie          | Aantal      | Jaren         |             |             |
| Estudiantes         | Estudiantes | Estudiantes   | Estudiantes | Estudiantes |
| ------------------- | ----------- | ------------- | ----------- | ----------- |
| Primera División    | 1           | 2006 Apertura |             |             |
| Copa Libertadores   | 1           | 2009          |             |             |
| San Lorenzo         |             |               |             |             |
| Supercopa Argentina | 1           | 2015          |             |             |